# Linka 125

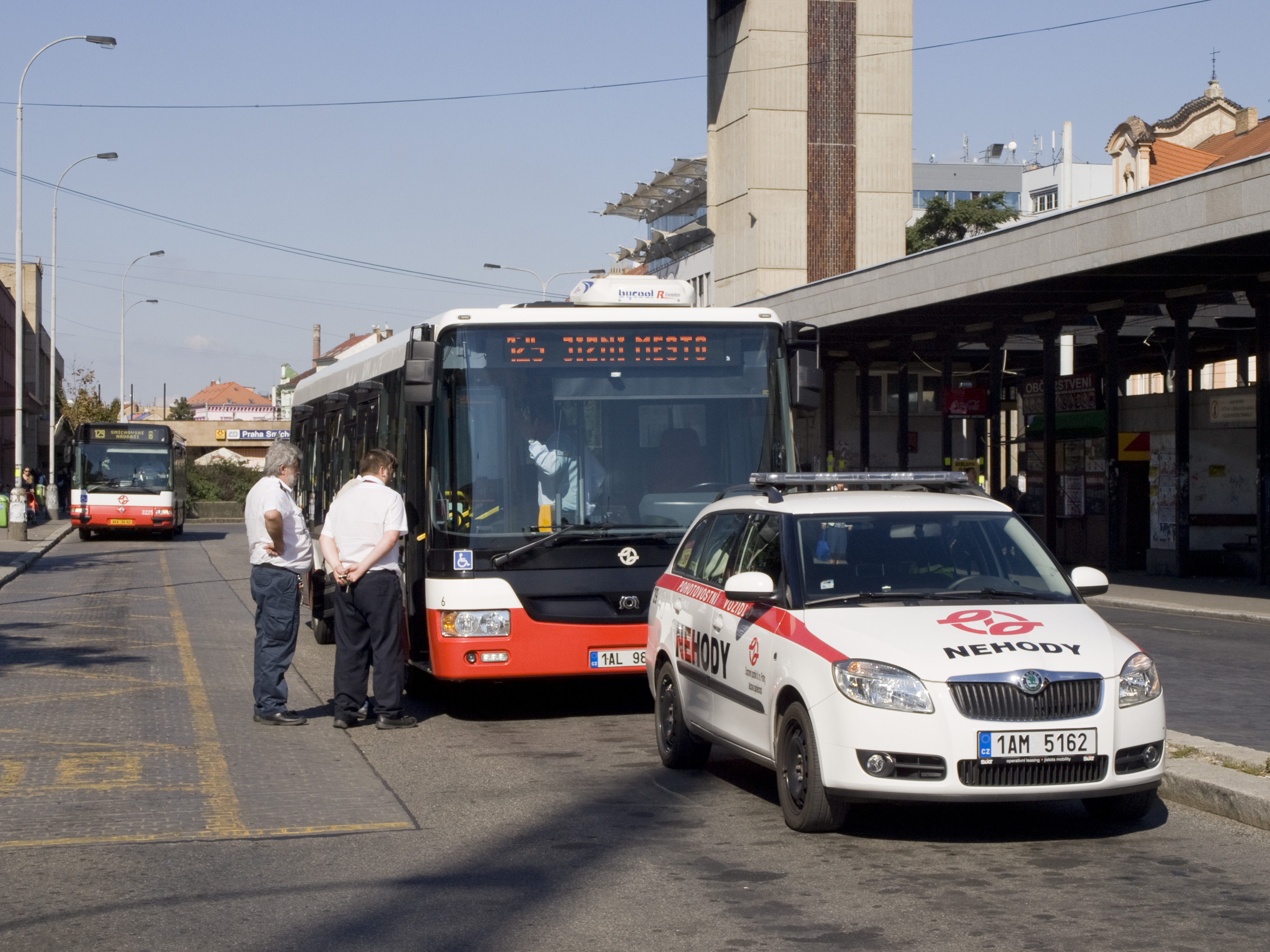
První spoj během zkušebního vypravení manipuluje za asistence dispečerského vozu v prostoru smyčky Smíchovské nádraží; 20. září 2010

Autobusová linka 125 byla v síti městské hromadné dopravy v Praze v provozu ve dvou různých obdobích, pokaždé v jiné trase. Poprvé nahradila trolejbusovou linku 51 v trase z centra města do Dejvic, kde jezdila v letech 1959–1993, podruhé byla zavedena roku 2010 jako expresní linka z Jižního Města na Smíchov, jako první městská linka využívající Městského okruhu.

## Revoluční – Dejvice
30. června 1959 byla zrušena trolejbusová linka 51 v trase Bořislavka – U Matěje, čímž započalo postupné rušení trolejbusové dopravy v Praze. Od 1. července do 31. srpna 1959 byla pod stejným číslem provozována autobusy. Tato první řádná trolejbusová trať v Praze totiž byla zcela izolovaná od ostatních trolejbusových tratí a plány ze 40. let na její prodloužení do Bubenče nebo až do centra Prahy se nikdy neuskutečnily.
Dne 1. září 1959 byla zavedena nová linka číslo 125 (Bořislavka–Revoluční, přes zastávky Hanspaulka, Dyrinka, Špitálka, U Matěje, Juliska, Na Santince, Zelená, Pohraniční stráže) v celotýdenním provozu. Linka využívala Letenský tunel. Později byla zřízena ještě zastávka Letenské náměstí. Výstupní zastávka Revoluční byla umístěna v ulici Řásnovka na Starém Městě. Nástupní zastávka byla v ulici Nové mlýny, avšak po nějakou dobu a pak znovu od konce 70. let byla i nástupní zastávka v ulici Řásnovka. U obou konečných linka navazovala na tramvajovou dopravu.
15. prosince 1960 došlo ke změně trasy v oblasti Bubenče. Místo přes zastávku Pohraniční stráže (v ulici Československé armády) byla linka vedena přes zastávky J. M. Sverdlova, Sibiřské náměstí a Wolkerova.
17. června 1963 byla souběžně s linkou 125 zavedena posilová linka 131 v trase U Matěje – Revoluční. Od 1. října 1967 však byla linka 131 ze Sibiřského náměstí odkloněna na konečnou zastávku Špejchar. Na lince 125 byla od 20. listopadu 1967 část spojů v ranní špičce pracovního dne vedena pouze v trase Revoluční – Na Santince, zkrácené spoje z jízdního řádu vymizely až od 26. srpna 1974.
Od 1. února 1971 do 9. května 1974 byla dosavadní linka 125 zařazena do systému překryvných linek a proto byla přečíslována na 225. Se zahájením provozu první trasy metra však bylo toto rozlišení zrušeno a linka dostala zpět původní číslo 125.
Od 16. února 1976 byla k lince 125 zřízena dočasně ještě posilová linka X-125, která jezdila v přepravních špičkách pracovního dne (v roce 1977 pravděpodobně jen v ranní špičce) jen v úseku Revoluční – Na Santince. Tato linka byla zrušena 13. srpna 1978. Současně došlo od 13. srpna 1978 k další změně trasy, při které byla obousměrně zavedena zastávka Nádraží Bubeneč (v jednom směru v ulici U hřbitova, dnes Antonína Čermáka, ve druhém směru v ulici Goetheho). Od 15. února 1986 se linka 125 vrátila v této oblasti do původní stopy a kolem nádraží Bubeneč byla místo ní vedena linka 131.
V roce 1990 dostala zastávka Revoluční nový název Řásnovka a zastávka J. M. Sverdlova název Rooseveltova.
O letních prázdninách 1992 byl provoz linky omezen na období v pracovních dnech do 20 hodin. 26. února 1993 jezdila linka naposledy, byla zcela zrušena, z důvodu optimalizace a kvůli dopravním zácpám v oblasti Korunovační ulice a Letenského tunelu, a náhradou byla posílena linka 131.
Linku provozovaly Dopravní podniky hl. m. Prahy, doloženo je vypravování z garáží Dejvice a Libeň. V období od 1. června 1989 do 30. června 1991 zajišťoval část výkonů pro DP Praha dopravce ČSAD KNV Praha 107 – závod Slaný. V posledním období bylo na linku v pracovních dnech vypravováno 6 vozidel.
V roce 2006 vznesla městská část Praha 6 požadavek na znovuzavedení linky 125, a to v trase Hradčanská – U Matěje – sídliště Baba. Záměr však nebyl realizován a tak si muselo sídliště Baba počkat na zavedení veřejné dopravy až do roku 2018, kdy sem byla zavedena linka 216 v trase [Sídliště Baba –] Bořislavka – Poliklinika Petřiny.

## Expresní linka Jižní Město – Smíchov

### Historie

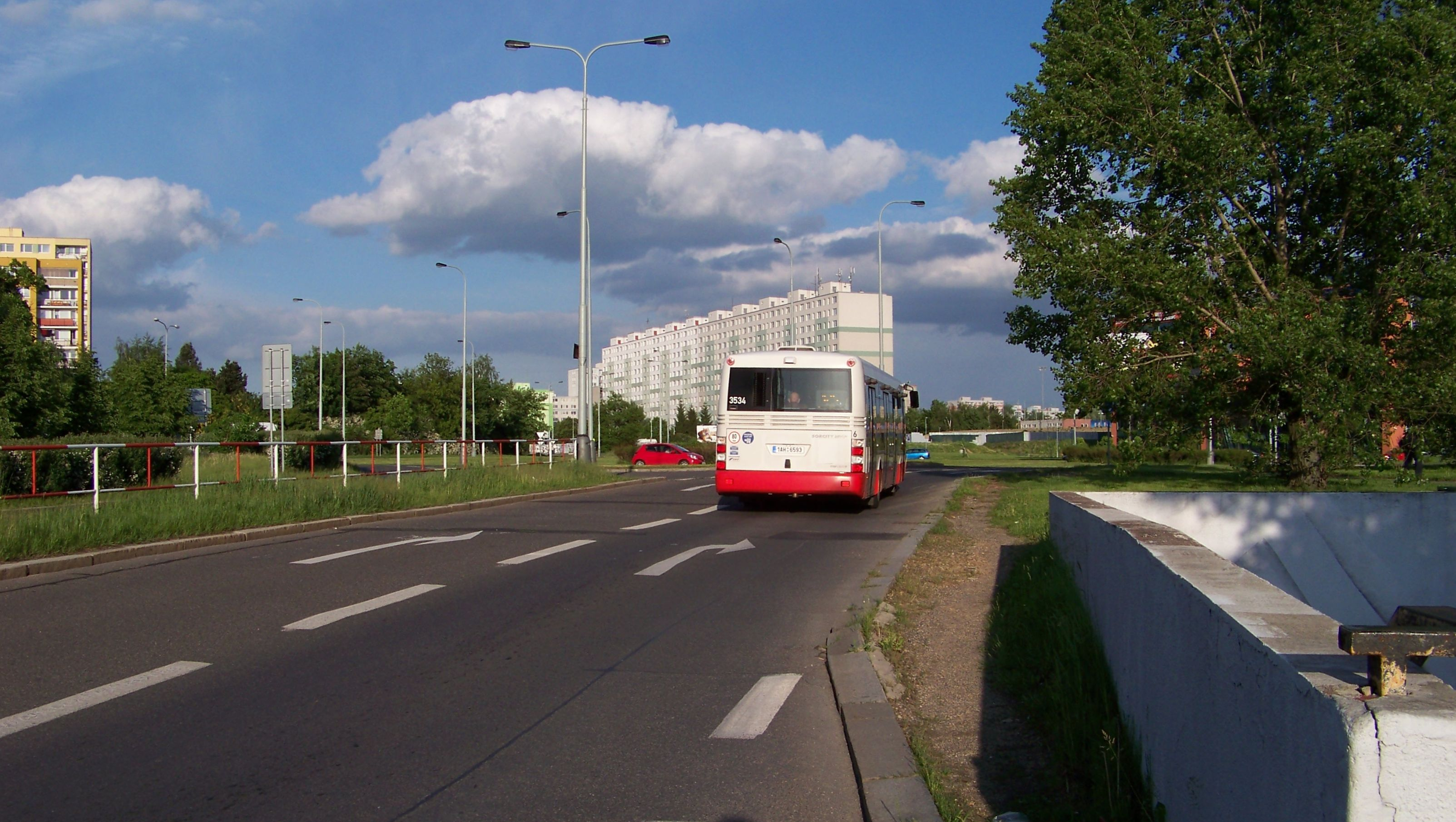
Litochlebské náměstí, SOR NB 12 na lince 125

Expresní linka mezi Jižním Městem a Smíchovem byla zavedena po zprovoznění jižní části Pražského okruhu a zákazu vjezdu kamionů nad 12 tun po Jižní spojce, jímž se Jižní spojka značně uvolnila.
Podle původních záměrů měla být linka pilotním projektem rychlíkové linky ve vyhrazeném jízdním pruhu. Ke zřízení vyhrazených pruhů však nakonec nedošlo.
Poprvé vyjela na jeden den v úterý 21. září 2010 v rámci Evropského týdne mobility. O předváděcí jízdy byl velký zájem a zároveň byla ověřena a potvrzena reálnost plánované jízdní doby. Od 1. října] 2010 začala jezdit každodenně. Rychle si získává oblibu cestujících a proto byla od té doby již čtyřikrát posílena.
Od 1. září 2012 byla linka 125 prodloužena o úsek Horčičkova–Skalka, jako náhrada za zrušenou autobusovou linku 271. Od 1. září 2012 jezdí v pracovních dnech v kratších intervalech a také je provozována celotýdenně v kloubových vozech (SOR NB 18, Irisbus Citybus 18M, Karosa B 961, Karosa B 941, Karosa B 741). Linka je jako metropolitní linka (zkráceně metrobus), tedy páteřní kapacitní autobusová linka s kratšími intervaly, celotýdenně a s preferencí v provozu.
Důvodem sloučení autobusových linek 125 a 271 je nabídka velmi oblíbeného přímého spojení na Smíchov i pro petrovické a hornoměcholupské obyvatele. Je dobré podotknout, že obě linky jsou jedny z nejspolehlivějších autobusových linek v městské hromadné dopravy v Praze.
Provozovatelem linky je Dopravní podnik hl. m. Prahy, linka je plně začleněna do Pražské integrované dopravy a platí na ní běžný tarif městských linek. ROPID nezveřejnil informaci, jakým způsobem byl tento dopravce vybrán.

### Vozidla

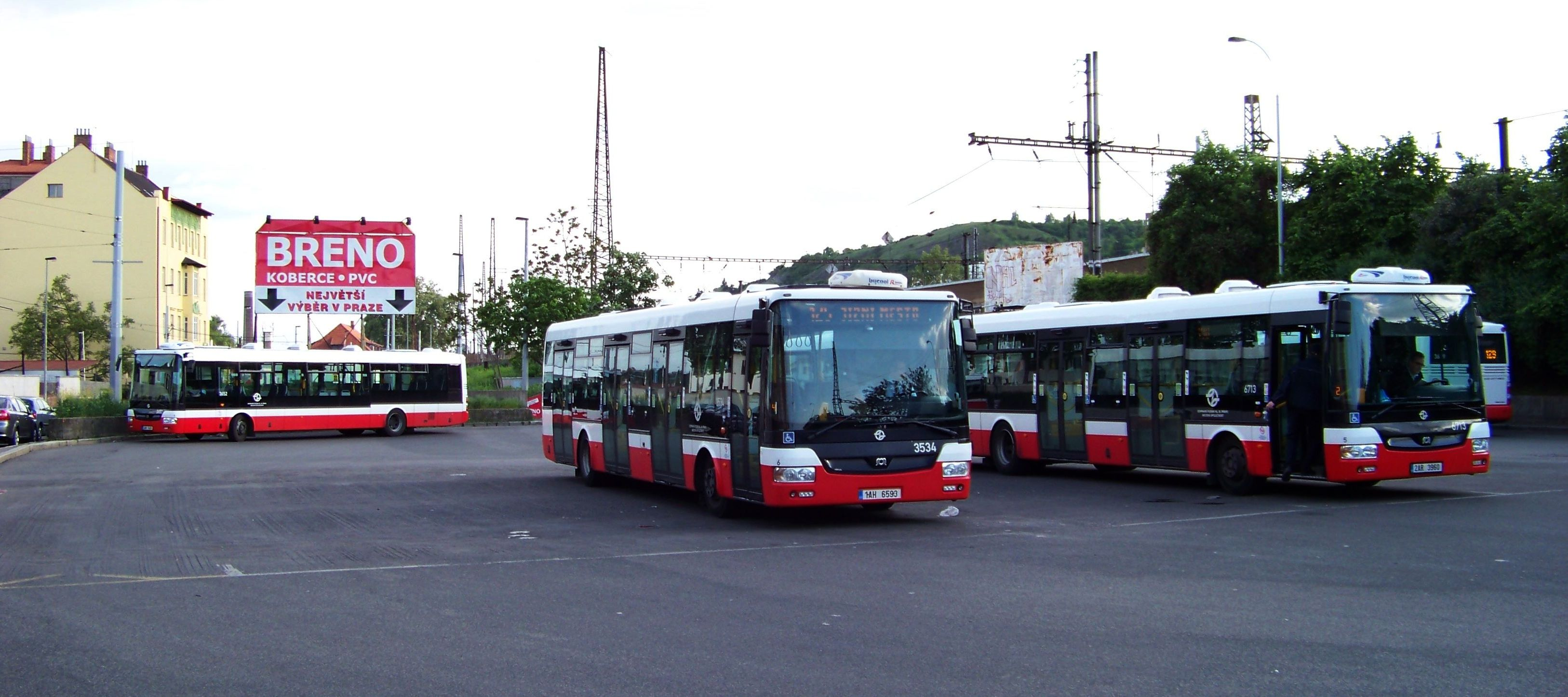
Autobus linky 125 s dalšími autobusy značky SOR v obratišti Smíchovské nádraží

Na linku byly po zahájení nasazovány výhradně nové vozy SOR NB 12, které umožňují využít vyšší povolenou rychlost na Jižní spojce. Od 19. října 2011 jsou v pracovních dnech nasazovány kloubové vozy SOR NB 18. Od 1. září 2012 jsou každý den nasazovány kloubové vozy (SOR NB 18, Irisbus Citybus 18M, Karosa B 961, Karosa B 941, Karosa B 741). Díky tomu jsou všechny (od 1. září 2012 skoro všechny) vozy na lince 125 nízkopodlažní, čili s bezbariérovým přístupem. Vozy jsou vypravovány z garáží Řepy a Hostivař.
V autobusech linky 125 byl také testovací projekt „voňavé autobusy“ od 7. února 2011 do 6. března 2011, který měl zpříjemnit cestu. Na projekt byly různé ohlasy. Dopravce nakonec oznámil konec projektu, protože by prý stál ročně 31 milionů korun, což v době úspor je nezanedbatelná částka.